# Amstel Gold Race 2013
La 48ª edición de la Amstel Gold Race se disputó el 14 de abril de 2013, sobre un trazado de 251,8 km, entre Maastricht y Valkenburg, en los Países Bajos.
La prueba perteneció al UCI WorldTour 2013.
Como novedad no finalizó en Cauberg final habitual de la prueba desde el 2003, sin embargo siguió siendo la última cota.
Participaron en la carrera 25 equipos: los 19 de categoría UCI ProTeam y 6 de categoría Profesional Continental mediante invitación de la organización (Accent Jobs-Wanty, Crelan-Euphony, Team NetApp-Endura, Team Europcar, IAM Cycling y Topsport Vlaanderen). Formando así un pelotón de 199 ciclistas (cerca del máximo establecido para carreras profesionales), con 8 corredores cada equipo (excepto la FDJ que salió con 7), de los que acabaron 98.
El ganador final fue Roman Kreuziger tras atacar a 7 km de un grupo cabecero con el que contactó a unos 17 km. Completaron el podio Alejandro Valverde y Simon Gerrans, que encabezaron el pelotón a 22 segundos del ganador.

## Clasificación final
| Pos. | Ciclista           | Equipo                  | Tiempo          |
| ---- | ------------------ | ----------------------- | --------------- |
| 1.   | Roman Kreuziger    | Saxo-Tinkoff            | 6 h 35 min 21 s |
| 2.   | Alejandro Valverde | Movistar                | a 22 s          |
| 3.   | Simon Gerrans      | Orica GreenEDGE         | m.t.            |
| 4.   | Michał Kwiatkowski | Omega Pharma-Quick Step | m.t.            |
| 5.   | Philippe Gilbert   | BMC Racing              | m.t.            |
| 6.   | Sergio Henao       | Sky                     | m.t.            |
| 7.   | Björn Leukemans    | Vacansoleil-DCM         | m.t.            |
| 8.   | Pieter Weening     | Orica GreenEDGE         | m.t.            |
| 9.   | Enrico Gasparotto  | Astana                  | m.t.            |
| 10.  | Bauke Mollema      | Blanco                  | m.t.            |